# ستلرتون
ستلرتون (به انگلیسی: Stellarton) یک منطقهٔ مسکونی در کانادا است که در استان نوا اسکوشیا واقع شده‌است. ستلرتون ۸٫۹۹ کیلومتر مربع مساحت و ۴٬۲۰۸ نفر جمعیت دارد.